# Brza cesta B2
Die Brza cesta B2 (bosnisch/kroatisch für ‚Schnellstraße B2‘) ist eine geplante autobahnähnliche Straße (Schnellstraße) in Bosnien und Herzegowina. Sie soll von der B2 bei Donji Vakuf über Bugojno und Kupres zur kroatischen Grenze bei Livno führen. Die Streckenführung entspricht weitestgehend der Magistalstraße 16.